# 余桂东
余桂东（1973年9月—），女，汉族，安徽潜山人，中共党员，现任合肥幼儿师范高等专科学校校长。

## 生平
1997年7月毕业于安庆师范学院（现安庆师范大学）数学系，留校任教。其间于2006年7月在安徽师范大学获硕士学位，2012年7月在安徽大学获博士学位。2008年晋升副教授，2014年晋升教授。历任安庆师范学院数学与计算科学学院党总支秘书，安庆师范学院学科建设与研究生教育处秘书，安庆师范大学数学与计算科学学院党委委员、副院长。2018年5月任合肥幼儿师范高等专科学校副校长。2022年5月，任合肥幼儿师范高等专科学校校长。

## 学术贡献
主要从事图论与网络优化领域研究工作，发表论文20余篇，是美国《Mathematical Reviews》评论员。主持国家自然科学基金面上项目、安徽省自然科学基金项目、安徽省高校自然科学研究重大项目等多项，教研成果荣获2012年安徽省教学成果一等奖。2008年被评为“安徽省教坛新秀”，2014年荣获“安徽省优秀教师”荣誉称号，2015年荣获“安徽省教学名师”荣誉称号。